# Gyrinophilus
Gyrinophilus és un gènere d'amfibis urodels de la família Plethodontidae propi de Nord-amèrica.

## Distribució
És endèmic a l'est de les Muntanyes Apalatxes dels EUA i el Canadà.

## Hàbitat
El seu hàbitat es troba en les roques en aigües fredes i clares i en àrees boscoses de rierols.

## Taxonomia
Aquest gènere consta de les següents espècies:
- Gyrinophilus gulolineatus Brandon, 1965
- Gyrinophilus palleucus McCrady, 1954
- Gyrinophilus porphyriticus (Green, 1827)
- Gyrinophilus subterraneus Besharse i Holsinger, 1977